# Bobovečki pašin vrt
Bobovečki pašin vrt (mađ. Babócsai Basa-kert) je zaštićeno područje u južnoj Mađarskoj.
Nalazi se u Šomođskoj županiji, u Barčanskoj mikroregiji, 500 m sjeveroistočno od sela Bobovca, s druge strane rječice Rinye, na cesti prema Arači, odnosno na vlažnoj livadi između Rinje i potoka Maloma.
Površine je 13 hektara.
Ovo polje narcisa (sunovrat, Narcissus angustifolius) je poznato u cijeloj Mađarskoj.
Prema predaji, prve je narcise na ovom polju posadila supruga jednog paše koja je ovaj cvijet donijela iz svoje domovine, jer u Mađarskoj narcisi ne rastu autohtono. Sadnice su se tijekom stoljeća namnožile. Lukovice narcisa posađene 
Zaštićeno je od 1977. godine kao prirodna vrijednost.

## Vanjske poveznice
- (mađ.) Babocsa.hu Basa-kert (Nárciszos)
- Panoramio  Arhivirana inačica izvorne stranice od 12. listopada 2016. (Wayback Machine) Fotografija